# Stephan Grotz
Stephan Grotz (* 1966) ist ein deutscher Philosoph.

## Leben
Das Studium (1987–1994) der Kunstgeschichte, der Theaterwissenschaft, der Allgemeinen und Vergleichenden Literaturwissenschaft (Komparatistik), der Griechischen Philologie und Philosophie in München und Berlin schloss er 1994 als Magister Artium ab. Nach der Promotion 1997 zum Dr. phil. war er von 1997 bis 1998 Wissenschaftlicher Assistent am Institut für Allgemeine und Vergleichende Literaturwissenschaft an der LMU München. Von 1999 bis 2001 war er Forschungsstipendiat der DFG. Von 2001 bis 2007 war er Wissenschaftlicher Assistent am Institut für Philosophie der Universität Regensburg. Nach der Habilitation 2007 im Fach Philosophie war er von 2007 bis 2011 Akademischer Oberrat am Institut für Philosophie der Universität Regensburg. Einen Lehrstuhl für Philosophie vertrat er von 2011 bis 2013 an der Johannes-Gutenberg-Universität Mainz (Leitung des Arbeitsbereiches Philosophie des Mittelalters). Von 2013 bis 2015 lehrte er als außerplanmäßiger Professor an der Universität Regensburg. Seit September 2015 ist er Universitätsprofessor für Geschichte der Philosophie an der KU Linz. Seit Oktober 2015 ist er Mitglied des Senats. Seit November 2016 ist er Vize- und Studiendekan der Fakultät für Philosophie und für Kunstwissenschaft
Seit 1. September 2022 ist er Dekan der Fakultät für Philosophie und für Kunstwissenschaft an der Katholischen Privat-Universität Linz.
Er ist verheiratet und hat zwei Kinder. Seine Forschungsschwerpunkte sind Philosophie der Antike und des Mittelalters, Metaphysik, Sprachphilosophie,  Kunsttheorie und der Begriff der Relation.

## Schriften (Auswahl)
- Thomas von Erfurt: Abhandlung über die bedeutsamen Verhaltensweisen der Sprache (Tractatus de Modis significandi) (= Bochumer Studien zur Philosophie. Band 27). Grüner, Amsterdam/Philadelphia 1988, ISBN 90-6032-354-8.
- Vom Umgang mit Tautologien. Martin Heidegger und Roman Jakobson (= Topos poietikos. Band 2). Meiner, Hamburg 2000, ISBN 3-7873-1531-4 (zugleich Dissertation, München 1997/1998).
- Thomas von Aquin: Über Gottes Vermögen (De potentia Dei). Teilband 1 (= Thomas von Aquin, Quaestiones disputatae. Vollständige Ausgabe in deutscher Übersetzung. Band 7). Meiner, Hamburg 2009, ISBN 978-3-7873-1907-7.
- Thomas von Aquin: Über Gottes Vermögen (De potentia Dei). Teilband 2 (= Thomas von Aquin, Quaestiones disputatae. Vollständige Ausgabe in deutscher Übersetzung. Band 8). Meiner, Hamburg 2009, ISBN 978-3-7873-1908-4.
- Negationen des Absoluten. Meister Eckhart, Cusanus, Hegel (= Paradeigmata. Band 30). Meiner, Hamburg 2009, ISBN 978-3-7873-1894-0 (zugleich Habilitationsschrift, Regensburg 2007).
- als Herausgeber mit Rolf Schönberger: Wie denkt der Meister? Philosophische Zugänge zu Meister Eckhart (= Meister-Eckhart-Jahrbuch. Band 5). Kohlhammer, Stuttgart 2012, ISBN 978-3-17-022016-4.